# UOK Banjaluka Volley
UOK Banjaluka Volley är en volleybollklubb från Banja Luka, Bosnien och Hercegovina, grundad 2009. Föreningen spelar i översta serien och har vid några tillfällen deltagit i CEV Cup (2019–2020 och 2021–2022).